# Korżiwka (obwód chmielnicki)
Korżiwka (ukr. Коржівка) – wieś na Ukrainie, w  obwodzie chmielnickim, w rejonie chmielnickim, w hromadzie Ostropol. W 2001 liczyła 472 mieszkańców, spośród których 468 wskazało jako ojczysty język ukraiński, a 4 rosyjski.